# Beringen (Schaffhouse)
Pour les articles homonymes, voir Beringen (homonymie).
Beringen est une commune suisse du canton de Schaffhouse.

## Caractéristiques

### Géographie

Vue aérienne (1950).

Selon l'Office fédéral de la statistique, Beringen mesure 14,17 km2.

### Démographie
Selon l'Office fédéral de la statistique, Beringen compte 3 245 habitants en 2008. Sa densité de population atteint 229 hab./km2.
Le graphique suivant résume l'évolution de la population de Beringen entre 1850 et 2008 :

## Culture et patrimoine

### Héraldique
| Blason | Blasonnement : Parti d'or à la grappe de raisin d'azur tigée et feuillée de sinople et de gueules à la demi-roue de moulin d'argent. |